# Kalihati
Kalihati är ett underdistrikt i Bangladesh. Det ligger i den centrala delen av landet, 80 km nordväst om huvudstaden Dhaka.
Trakten runt Kalihati består till största delen av jordbruksmark. Runt Kalihati är det mycket tätbefolkat, med 1 411 invånare per kvadratkilometer.